# Carlos Boyero
Carlos Boyero (Salamanca, 2 de maig de 1953) és un crític de cinema espanyol. Després de col·laborar durant diversos anys en el diari El Mundo, va començar a treballar en El País a l'octubre de 2007. Amb anterioritat havia treballat també en El Independiente i Diario 16.
Va estudiar Ciències de la Informació a la Universitat Complutense de Madrid, on va tenir com a companys de classe l'actor Antonio Resines i el director Fernando Trueba.
El 1974 va participar com a actor, al costat d'Óscar Ladoire, en el curt Óscar y Carlos, que va dirigir Fernando Trueba.